# ارجون (قره‌عیسی‌لی)
ارجون (به ترکی استانبولی: Örcün) یک منطقهٔ مسکونی در ترکیه است که در کارایسالی واقع شده‌است.